# Кайрак (река)
Кайрак (Каерак) — река в Костанайской области Казахстана, в низовье проходит по границе с Челябинской областью России. Вытекат из озера Шубарколь. Устье реки находится в 206 км по правому берегу реки Уй. Длина реки составляет 15 км.

## Данные водного реестра
По данным государственного водного реестра России относится к Иртышскому бассейновому округу, водохозяйственный участок реки — Тобол от истока до впадения реки Уй, без реки Увелька, речной подбассейн реки — Тобол. Речной бассейн реки — Иртыш.